# Stawka Naczelnego Dowódcy

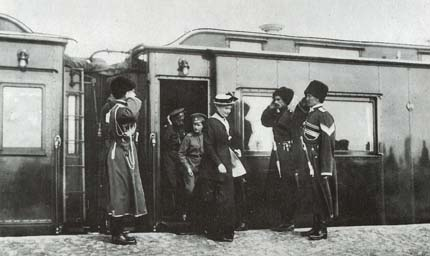
Przybycie Aleksandry Fiodorownej, carewicza Aleksego i cara Mikołaja II do Stawki, maj 1916

Stawka Naczelnego Dowódcy (ros. Ставка Верховного главнокомандующего, Stawka Wierchownogo gławnokomandujuszczego) – organ naczelnego kierownictwa polowego wojskami i kwatera główna Naczelnego Dowódcy armii rosyjskiej na teatrze działań wojennych w I wojnie światowej (rozformowania 16 marca 1918 r.).

## Historia
Na początku wojny stacjonowała w Baranowiczach, a od 8 – według kalendarza juliańskiego – (21) sierpnia 1915 w Mohylewie.
Sztab Naczelnego Dowódcy miał początkowo 5 zarządów: generalnego kwatermistrza, operacyjny, dyżurnego generała (sprawy mobilizacyjne i kompletowania sił zbrojnych, zaopatrzenia armii, wyznaczania na stanowiska), komunikacji wojskowej, marynarki wojennej i komendanta kwatery głównej wraz z oddziałem łączności.
W początkowym okresie wojny w Stawce było 9 generałów, 36 oficerów, 12 pracowników wojska i 125 żołnierzy. Stan osobowy Stawki, w czasie prowadzenia działań zwiększał się. 1 (14) listopada 1917 r. było w Stawce 15 zarządów, 3 kancelarie, i 2 komitety (razem ponad 2 tysiące ludzi). Stawka nie zdołała zabezpieczyć dowodzenia frontami i koordynacji ich działań. Po rewolucji lutowej w 1917 r. Stawka stała się główną siedzibą sił popierających starą władzę.

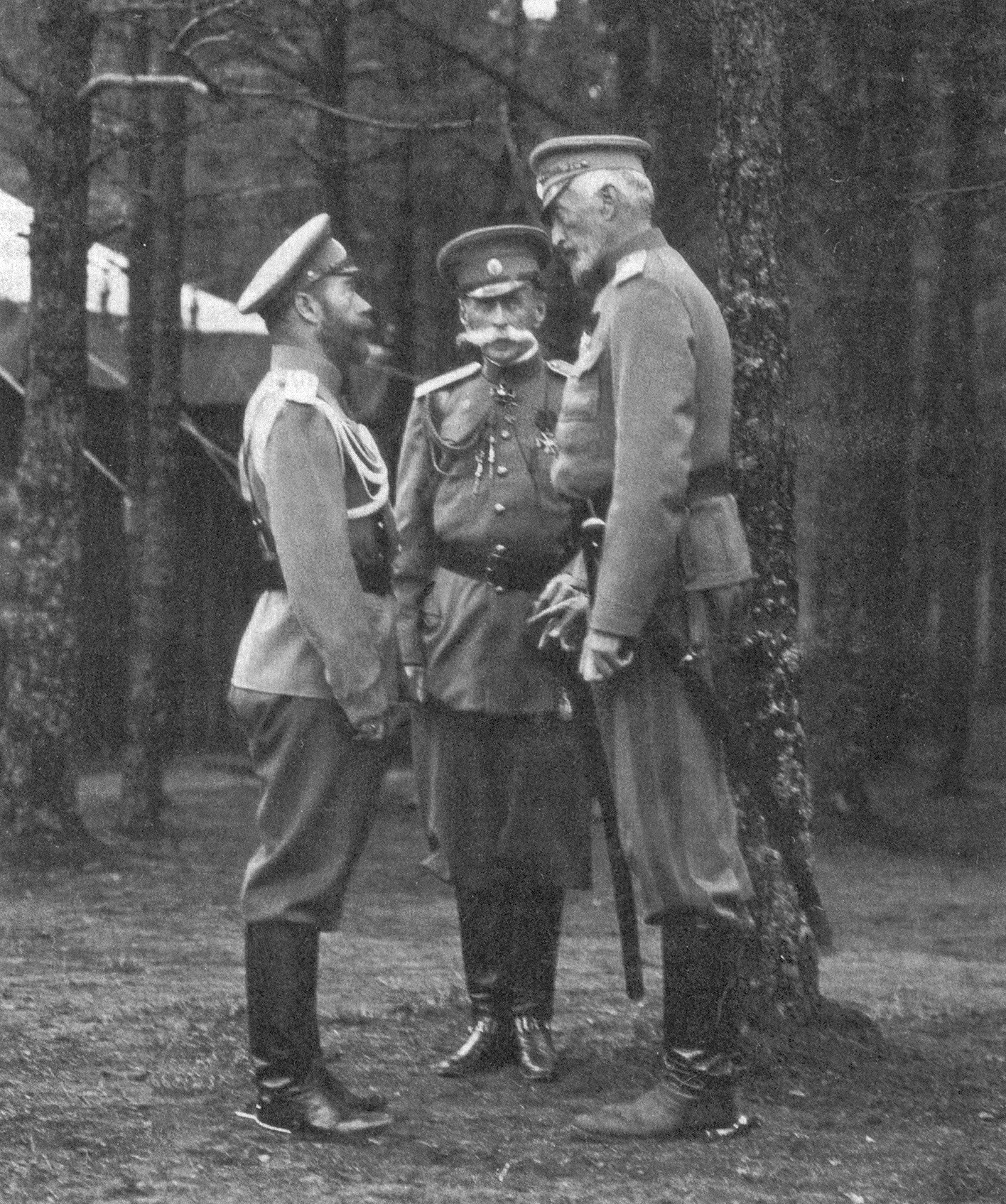
Od lewej: car Mikołaj II, minister dworu hr. W.B. Frederiks i ks. Mikołaj Mikołajewicz Romanow w Stawce

Po rewolucji październikowej przedstawiciele Stawki (szef sztabu gen. Nikołaj Duchonin i komisarz Rządu Tymczasowego W.B. Stankiewicz) 26 października (8 listopada) 1917 wzywali armię do wystąpienia przeciw władzy sowieckiej. Od 4 (17) do 11 (24) listopada 1917 przedstawiciele eserów, kadetów i mienszewików próbowali przy Stawce stworzyć tzw. „ogólnorosyjski rząd” na czele z M.W. Czernowem. Od 7 (20) listopada 1917 gen. Duchonin przy poparciu przedstawicieli Ententy rozpoczął sabotaż decyzji rządu sowieckiego za co 9 (22) listopada został usunięty ze stanowiska, na które został wyznaczony Nikołaj Krylenko, a szefem sztabu został M.D. Boncz-Brujewicz. 19 listopada (2 grudnia) zgodnie z rozkazem gen. Duchonina został wypuszczony z więzienia gen. Ławr Korniłow i jego oficerowie, którzy pojechali nad Don. Po objęciu stanowiska przez Krylenkę Stawce postawiono zadanie zawarcia pokoju z Niemcami i ich sojusznikami oraz demobilizacji starej armii carskiej. Przy Stawce były powołane organy władzy sowieckiej (Komitet Wojskowo Rewolucyjny przemianowany w Centralny Komitet Działających Armii i Flot, Rewolucyjny Polowy Sztab i inne). W związku z ofensywą wojsk Niemiec i Austro–Węgier, Stawka 26 lutego 1918 została dyslokowana do Orła i po podpisaniu pokoju w Brześciu, rozformowana.